# Radiolarier
Radiolarier (Radiolaria) är en artrik grupp av marina amöbiska protozoer som producerar sinnrikt utformade mineralskelett, vanligtvis med en central kapsel som delar upp cellen i en inre och en yttre del, som kallas endoplasma respektive ektoplasma. De lever som plankton i stort sett överallt i världshaven. Deras skal är viktiga fossil från kambrium och framåt i tiden.
Fortplantningen sker vanligtvis könlöst genom delning men även könlig fortplantning förekommer. Deras skelett bildar ofta tjocka lager på djuphavets botten.